# Оазис
Оа́зис (устар. оаз) — богатое растительностью место в пустыне или полупустыне (реже в степи, саванне и даже в засушливой лесостепи), изолированное от других массивов растительности; обычно расположено около естественного водоёма. Слово «оазис» пришло в современные европейские языки (включая русский) через латынь — происходит от греческого ὄασις («оазис») и восходит через греческий к египетскому демотическому письму — uḥ3t. В коптском языке, потомке древнеегипетского, — uaḥe, что означает «место обитания».

## Описание
Оазисы могут существенно различаться по величине и характеру, от небольших прудов, окаймлённых финиковыми пальмами до целых городов с сельскохозяйственной деятельностью и промышленностью. Традиционной формой хозяйства, объединяющей многие формы земледелия, является оазисное хозяйство. Размеры начинаются от 1 гектара, до крупных, поддерживающих работу нескольких ферм.
Оазисы образуются благодаря подземным рекам или водоёмам, вода в которых способна достичь поверхности земли вследствие достаточного собственного давления или при помощи источников, организованных человеком. Некоторые оазисы, например, расположенные в области Туат (центральный Алжир), подпитываются случайными кратковременными ливнями. Непроницаемый нижний слой грунта из горных пород и камня также способствует удержанию воды в водяных карманах, подземных разломах или в дайках вулканического происхождения. В свою очередь, растительность появляется у оазисов благодаря мигрирующим птицам, которые оставляют семена после посещения водоема.
В Антарктике оазисом называется территория, свободная от снега и льда (см. антарктические оазисы).
Рядом с оазисами, по причине наличия у них постоянного источника воды, иногда образовывались небольшие по размерам населённые пункты, обычно на караванных путях. Подобное расположение поселений имеет место в Сахаре, на Аравийском полуострове, в Чили, Перу, Мексике. К примеру города Пика в Чили, Ика в Перу и Паррас де ла Фуэнте в Мексике.

## Биологическое значение
Составляют естественную часть водных и пищевых ресурсов для перелётных птиц, которые также способствуют распространению семян растений между оазисами и между прочими регионами, таким образом занося в оазисы и из них, разные сорта.

## Социально-историческое значение
Наличие оазисов на пути каравана — решающий фактор для формирования торговых маршрутов, начиная с древних времён, восходящих к ранним культурам Древнего Египта, Ближнего Востока и долины реки Инд. Так, Ближний Восток отделён от Долины Инда засушливым плато, хребтами и пустынями Ирана и Афганистана. На этом пути сельское хозяйство возможно только в предгорьях и в долинах. Однако это не было преградой для миграций людей неолита. Маршрут к югу от Каспийского моря является частью Шёлкового пути, некоторые участки которого использовались уже за 3 000 лет до нашей эры. Они соединяли Бадахшан (северо-восточный Афганистан и юго-восточный Таджикистан) с Западной Азией, Египтом и Индией. Аналогично, участок от Бадахшана до Месопотамских равнин (Великая Хорасанская дорога), по-видимому, функционировал 4000 г. до н. э.
Контроль над некоторыми оазисами, по сути являлся контролем над торговыми путями и имел стратегическое значение. К примеру, решающее значение для контроля Транссахарской торговли, являвшейся до начала 20 века основным способом культурного и товарного обмена между большей частью Западной и Северной Африки, имело обладание властью над оазисами Авджила, Гадамес и Куфра в современной Ливии.

## Растительность
При наличии достаточного орошения выращиваются абрикосы, финики, инжир, оливки. Наиболее важным для растительности, самым высоким деревом в оазисах, является финиковая пальма, которая составляет основной лиственный покров, создающий тень для всех остальных деревьев. В силу засухоустойчивости, финиковая пальма обеспечивает другим деревьям защиту от излишнего количества солнечной радиации. В тени, таким образом, имеют возможности расти персиковые деревья, образующие средний уровень растительности по высоте.
Также в оазисах могут выращиваться злаки и овощи — просо, пшеница, ячмень, но это требует оазисов со сравнительно большими водными ресурсами.

### Оазисы Египта
В период Древнего Египта значение оазисов было настолько велико, что они управлялись с тем же вниманием, что и крупные города, поскольку служили основой для снабжения караванных путей и отдыха торговцев. Ухудшение состояния оазисов нанесло бы непоправимый удар по торговле.

### Оазисы Сахары — Алжира
Ghout — это тип оазиса, который распространён на Северо Востоке Алжирской Сахары. Вода в них используется для орошения финиковых пальм. Особенность данной агротехнологии в том, что для снабжения растений водой, роется углубление в песке, диаметром от 80 до 200 сантиметров, глубиной сообразно залеганию водоносного слоя, при этом яму углубляют до отметки не доходящей 1 метр до воды. Таким образом корни финиковой пальмы, растущие в длину более метра, постоянно находятся в воде и такой способ орошения позволяет избегать полива сверху, что экономит воду и препятствует засолению почвы. В случае полива водой сверху, по классической схеме, учитывая температуру окружающей среды в течение года, расход воды стал бы неприемлемо высоким.
Подобный технический подход к решению проблемы снабжения растений водой в крайне жарком климате, считается одним из уникальных, наравне с системой, изобретённой бедуинами в Марокко, и входит в список SIPAM как важная часть исторических знаний и умений человечества в сельском хозяйстве.

### Оазисы Марокко — Атласа
В Марокко, в Атласских горах, берберские племена на протяжении столетий живут изолированно, благодаря оазисам. Они выращивают овощи, злаки и фрукты, имеют пастбища для животных. При этом, учитывая постепенное истощение водных ресурсов оазисов, даже при бережном использовании, берберы освоили ряд новаторских для своего времени и уровня развития, методов сохранения оазисов. Это включает в себя периодическую смену выращиваемых культур, высадку деревьев помимо естественного прироста. Так же берберы освоили уникальную технику, на берберском языке — khettar — извлечения воды из водоносных горизонтов. Для этого строятся специальные тоннели, которые дренируют почву и вода скапливается в нужных местах под действием силы тяжести. Подобная технология включена в список Организации Объединённых Наций — Систем сельскохозяйственного наследия мирового значения (ГИАХС) — как важная часть исторических знаний и умений человечества в сельском хозяйстве и является ценной культурной и технологической традицией, подлежащей защите от нарушения.
Площадь, занимаемая бедуинами с подобным хозяйством — 300 тысяч гектаров, население 35 тысяч человек.

### Оазисы Перу
Уакачина — считается самым красивым оазисом, расположенным в этой стране. Население — 200 человек. Является туристической достопримечательностью. Также оазис находится на пути миграции перелётных птиц и является важным биологическим фактором.